# 加藤ローサ
加藤 ローサ（かとう ローサ、1985年6月22日 - ）は、日本のタレント、ファッションモデル、女優。愛称は、ロッチン、ロックン。
神奈川県出生、鹿児島県出身。元夫はプロサッカー選手の松井大輔。現在のマネジメント会社は、元夫と同じT.PERSONAL。

## 略歴
母親は日本人で父親はイタリア人。6歳までイタリアのナポリで暮らしていたが母親と帰国。鹿児島で母子2人暮らしが始まった。当時は日本語が喋れない状態だったが、小学校入学までの保育園の数カ月で、イタリア語を忘れる代わりに日本語を覚えていったという。
高校1年の時に横浜に住む従姉妹に誘われて受けたオーディションをきっかけに、ファッションモデルとしてデビュー。高校を卒業するまで鹿児島市に住み、2003年3月に鹿児島県立鹿児島西高等学校商業科を卒業。卒業と同時に上京。2004年に出演したリクルートの結婚情報誌『ゼクシィ』のCMで注目を集める。2004年4月よりNHK教育テレビ『イタリア語会話』等にレギュラー出演してタレントとして活動を開始し、女優としても2005年1月公開の映画『東京タワー Tokyo Tower』で映画デビューをする。
2006年、所属事務所をソニー・ミュージックアーティスツから研音へ移籍。同年は6本の映画に出演し、ドラマでも2クール連続出演をする。『いちばんきれいな水』では映画初主演を果たす。
2007年7月スタートのドラマ『女帝』（朝日放送・テレビ朝日）にて連続ドラマ初主演。また、2008年4月からはドラマ『CHANGE』（フジテレビ）、同年10月から『オー!マイ・ガール!!』（日本テレビ）にも出演。2007年7月公開の映画『劇場版ポケットモンスター ディアルガVSパルキアVSダークライ』では、声優として初の出演をする。
私生活では、2010年秋に共通の知人を通じて知り合い2011年初めより交際していたプロサッカー選手の松井大輔と、半年の交際期間を経て自身の26歳の誕生日となる2011年6月22日に結婚。半年間のうち最初の4ヶ月はSkypeを駆使してのリモート交際で、実際に会ってデートしたのは彼が帰国してからだった。「◯◯婚と例えたら？」という質問に、「Skype婚です」という答えを用意していたという。同年12月13日にフランスで第1子男児を出産。2014年2月に鹿児島で第2子男児を出産した。
家庭優先を理由に2013年6月30日をもって研音との契約を終了。子育てに専念するため芸能活動を休止していたが、2014年8月、雑誌『nina's』の表紙に次男と登場して芸能活動を再開、少しずつ仕事を再開していく意向を明かした。2015年3月にはアサヒフードアンドヘルスケアのスキンケアブランド「素肌しずく」の新イメージキャラクターに起用されて、テレビCM「まいにち、美白」編で4年ぶりに産後初となるCM出演を果たす。2019年、FODオリジナルドラマ『地獄のガールフレンド』に主演し、8年ぶりのドラマ出演。2021年4月スタートのよるドラ『きれいのくに』（NHK）で10年ぶりに地上波のドラマに出演する（4月26日放送の第3話から登場）。
2025年8月17日放送の『おしゃれクリップ』（日本テレビ）で、松井との離婚を公表した。離婚の具体的な時期は明らかにしていないが、「今年とかじゃなくて、ちょっと前」とされる。離婚後も同居を続けているという。

## 人物
- 名前の「ローサ（Rosa）」はイタリア語で『薔薇（rosa）』という意味。よく「ローザ」と違えられるが、濁らず「ローサ」と発音する。イタリア語では通常「ローザ」と発音されるが、南イタリア（父親の出生地のナポリ地方も含む）では濁らずに発音するためである。父方の祖母の名前を譲り受けたとされる[要出典]。
- 猫好きで、鹿児島の実家では猫を数匹飼っている。
- ご当地キティを集めるのが趣味で、現地で手に入れる事にこだわっている。
- 靴も集めており、特にコンバースがお気に入り。
- 書道7段を持っている。
- 「日本ジュエリーベストドレッサー賞」（第19回）受賞。
- デビュー前の2002年4月、「ハウステンボス華の花嫁グランプリ」を受賞した時の映像が、いくつかのバラエティ番組で放送された。
- インタビューにて、憧れの女優は竹内結子であると語ったことがある[どこ?]。

## 出演

### 映画
- 東京タワー Tokyo Tower（2005年1月15日公開） - 由利 役
- イツカ波ノ彼方ニ（2005年10月29日公開） - イチゴ  役
- TAKI183（2006年1月28日公開） - ヲンナ 役
- シムソンズ（2006年2月18日公開） - 主演・伊藤和子 役
- ため息の理由（2006年3月18日公開）
- キャッチ ア ウェーブ（2006年4月29日公開、ワーナー・ブラザース） - ジュリア 役
- 陽気なギャングが地球を回す（2006年5月13日公開） - 祥子 役
- 夜のピクニック（2006年9月30日公開） - 榊杏奈 役
- いちばんきれいな水（2006年10月7日公開、初単独主演映画） - 主演・谷村愛 役
- アンフェア the movie（2007年3月17日公開）友情出演
- 劇場版ポケットモンスター ダイヤモンド&パール ディアルガVSパルキアVSダークライ（2007年7月14日公開、東宝） - アリス 役
- スマイル 聖夜の奇跡（2007年12月15日公開） - 山口静華 役
- デトロイト・メタル・シティ（2008年8月23日公開） - 相川由利 役
- 天国はまだ遠く（2008年11月8日公開、主演）
- ガール（2012年5月26日公開） - 安西博子 役
- 凪の島（2022年8月19日公開） - 原田真央 役[21]
- こんにちは、母さん（2023年9月1日公開） - 昭夫の部下 役

### テレビ

#### ドラマ
- 30minutes 第11話（2004年、テレビ東京）
- まほらの☆（2005年2月、ガンホー・オンライン・エンターテイメント） - 天川びおら 役
- ディビション!『ゆくな!龍馬』（2005年8月、フジテレビ） - 有崎もみじ 役
- 金田一少年の事件簿〜吸血鬼伝説殺人事件〜（2005年9月24日、日本テレビ） - 辻由利亜 役
- ダンドリ。〜Dance☆Drill〜（2006年、フジテレビ） - 末吉双葉 役
- 役者魂!（2006年、フジテレビ） - 梓里奈 役
- 女の一代記「向井千秋〜夢を宇宙に追いかけた人〜」（2007年1月12日、フジテレビ） - 内藤智晴（千秋の妹） 役
- 翼の折れた天使たち 第3夜「時」（2007年2月28日、フジテレビ） - 主演・中川香奈 役
- 特急田中3号（2007年、TBS） - 渋谷琴音 役
- 女帝（2007年7月13日 - 9月14日、朝日放送・テレビ朝日） - 主演・立花彩香 役
- CHANGE（2008年、フジテレビ） - 宮本ひかる 役
- ほんとにあった怖い話 夏の特別編2008「病室の住人」（2008年8月26日、フジテレビ） - 主演・桝本七海 役
- ロト6で3億2千万円当てた男 最終話（2008年9月5日、朝日放送・テレビ朝日） - 圭子 役
- オー!マイ・ガール!!（2008年、日本テレビ） - 藤峰子 役
- 恋うたドラマSP 第一夜「カムフラージュ」（2008年10月6日、TBS） - 主演・南さくら 役
- 血液型別オンナが結婚する方法♪ 第一夜「A型オンナが結婚する方法」（2009年2月23日、フジテレビ） - 主演・春川幸恵（さちえ） 役
- DOOR TO DOOR（2009年3月29日、TBS）- 野崎さおり 役
- ハンサム★スーツ THE TV（2009年3月31日、フジテレビ）- 今井涼子 役
- サマヨイザクラ（2009年5月30日、フジテレビ）- 吉井由美香 役
- 恋して悪魔〜ヴァンパイア☆ボーイ〜（2009年、関西テレビ）- 夏川真琴 役
- シスター（2009年12月11日・18日、NHK）-　主演・小田桐由比 役
- プロゴルファー花（2010年、読売テレビ）-　主演・野宮花 役
- パーフェクト・ブルー（2010年2月7日、WOWOW） - 蓮見加代子 役
- BUNGO -日本文学シネマ-『富美子の足』（2010年2月22日、TBS） - 主演・富美子 役
- 冬のサクラ（2011年1月 - 3月、TBS） - 向井杏奈 役
- よるドラ『きれいのくに』（2021年4月 - 5月、NHK）[18][19]
- アトムの童 第6話（2022年11月20日、TBS） - 中西美佐子 役[22]
- きみの継ぐ香りは（2024年11月8日 - 12月27日、TOKYO MX） - 主演・星井萌音 役（星野真里とダブル主演）[23]

#### Webドラマ
- ラブ・コネクター〜恋愛工作人〜（2009年、Bee TV）- 月岡未央 役
- 地獄のガールフレンド（2019年10月25日配信開始、FOD） - 主演・島田加南 役[17]

#### バラエティ・情報番組
- アフリカのツメ（2004年4月 - 2005年3月、読売テレビ） - 如月ローラ、須藤花音 役
- イタリア語会話（2004年4月 - 2005年3月、NHK教育テレビ）
- めざましテレビ（2004年4月 - 2005年3月、フジテレビ） - 「早耳トレンドNo.1」コーナー
- 月光音楽団（2005年1月 - 9月、TBS） - 準レギュラー
- リチャードホール（2005年4月 - 9月、フジテレビ）
- コレってアリですか?（2010年7月27日 - 2011年9月13日、日本テレビ）
- 発見!タカトシランド（北海道文化放送）
  - 2024年3月15日 - 発寒エリアでお宝店を大発見! SP
  - 2024年3月29日 - 琴似エリアでお宝店を大発見! SP

#### ドキュメンタリー
- EARTH friendlyスペシャル「加藤ローサの未来大陸オーストラリア〜結び合う人と地球 大地と海の旅〜」（2010年3月13日、BS朝日）

### CM
- キヤノン「PIXUS」（2002年11月）
- リクルート「ゼクシィ」（2004年1月）
- 花王「ラビナス カラーアピール」（2004年2月）
- カネボウフーズ「カラフルル」（2004年3月）
- モスバーガー「KATSUO」
- ボーダフォン（現ソフトバンクモバイル）
  - 「Vodafone 3G」
  - 「V603SH」/「V603T」（2005年4月 - ）
- マックスファクター
  - 「リップフィニティプロ」
  - 「花さかビジン」
  - 「ふんわりベッピン」
- 任天堂「キャッチ!タッチ!ヨッシー!」
- キリンビバレッジ
  - 「上海冷茶」（2005年3月）
  - 「KIRIN POST WATER」（2006年6月 - ）
- 佐川急便「e-collect」（2005年4月）
- 江崎グリコ「パナップ」（2006年6月）
- トヨタ自動車「トヨタ・パッソ」（2007年1月 - ）
  - 『おおざっぱ篇』 眞島秀和と共演
  - 『ひとまかせ篇』 モロ師岡と共演
- ケンタッキーフライドチキン「オリジナルチキン」（2007年10月）
- エースコック「スープはるさめシリーズ」（2008年8月 - 2011年7月）
- サントリー「Diet」（2008年10月）
- ライオン「Ban」（2010年3月）
- カンロ「ピュレグミ」（2011年3月）
- アサヒフードアンドヘルスケア「素肌しずく」（2015年3月 - 8月）
  - 『まいにち、美白編』
  - 『まいにち、保湿』
- ダイハツ工業 「タント」（2015年12月 - ）
  - 『パパの初仕事』篇[24]など
- エヌ・ティ・ティ・ソルマーレ「コミックシーモア」（2018年8月 - 2019年3月）
- ポッカサッポロフード&ビバレッジ「ソイビオ 豆乳ヨーグルト」（2019年4月 - ）

### インターネットテレビ
- ウルトラゲームス「ポケ森もくもく木曜日」（2018年10月18日 - 12月27日、AbemaTV） - MC[25]

### ミュージック・ビデオ
- DREAMS COME TRUE「マスカラまつげ」
- 河口恭吾「愛の歌」
- ケツメイシ「君との夏」（2016年）[26]

### DVD
- SLOW LIFE TRAVELER イタリア 陽のあたる街道 加藤ローサの旅（2005年8月24日、ソニー・ミュージックダイレクト）

### 雑誌表紙
- non-no *2
- Mini *5
- CUTiE *1
- Pretty Style *3
- SEDA *6
- Soup*3
- mina *7
- NYLON JAPAN *1
- JILLE *12
- ar *1
- VoCE *2
- bea's up *1
- FRaU *1
- FYTTE *1
- Chou Chou *1
- Street Jack *1
- Samurai ELO *1
- CIRCUS *4
- De-View*1
- Audition (オーディション) *1
- TATTOO girls*1
- PHAT PHOTO*1
- Girlie VOL.4*1
- ベストヘア&メークBOOK *1
- メイク&ヘアLESSON BOOK! *1
- ゆかた記念日2006 *1
- 家の光 *1
- 森ガール Lesson1 森ガールのすきなもの
- 森ガール Lesson2 春の森ガールスタイル

### 雑誌連載
- JILLE 加藤ローサの『東京散歩さんぽ』
- 日経クリック ちょこっとデジターレ

## 書籍
- ローサのもと（2005年、ソニーマガジンズ、ISBN 4789724948）
- SLOW LIFE TRAVELLER from Roma to Napoli（2005年、プチグラパブリッシング、ISBN 4903267024）
- ビジョメガネ（2005年、ソニーマガジンズ、ISBN 4789727262）
- シムソンズ フォトブック（2006年、アーティストハウス、ISBN 4862340237）
- キャッチ ア ウェーブ写真集 - PHOTO×MUSIC=SURF（2006年、角川学芸出版、ISBN 4046210664）
- 加藤ローサ PHOTO BOOK MOST BEAUTIFUL（2006年、角川メディアハウス、ISBN 4048949039）